# Templo Zushi

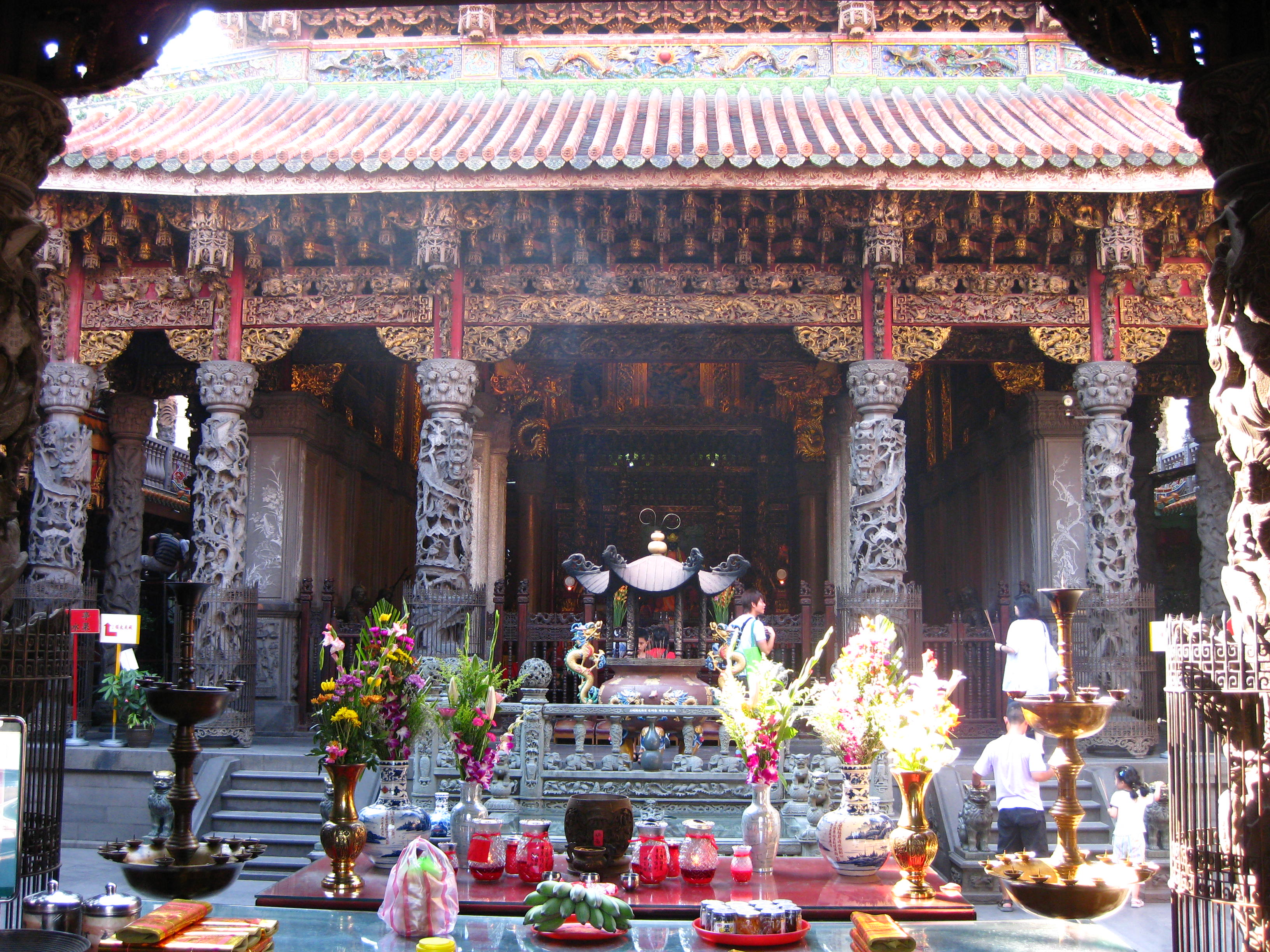
El templo.

Zushi (en caracteres chinos tradicionales: 清水袓師廟 o bien 三峽長福巖) es un templo taoísta situado en el distrito de Sanxia, en Nuevo Taipéi, Taiwán. Está dedicado principalmente a la deidad Qingshui Zushi (清水祖師), conocida localmente como Zushi-Gong (袓師公, Progenitor Divino), quien fue un gobernador del siglo XIII alabado por su valentía frente a la invasión mongola de China. El templo fue construido en 1769, reconstruido en 1833, destruido en 1895 por el conflicto entre taiwaneses y japoneses y reconstruido nuevamente en 1899. En 1949 se le rehabilitó grandemente de la mano de artistas de la isla. A partir de entonces las piezas artísticas han sido importadas parcialmente acabadas de China.
El templo está ricamente decorado con figuraciones de dragones, sabios, peces, crustáceos, aves, elefantes y una orquesta de músicos, entre otras esculturas y relieves lo convierten en una joya del arte religioso de la isla. Destaca así mismo la profusa decoración de su cámara principal.